# Балкарија (jезеро)
Балкарија је слатководно језеро у Акарнанији, у Грчкој. Налази се на планини Акарнаније, на путу од Вонице до Лефкада, у близини јонске обале - насупрот острва Лефкада.